# 75 Ark
75 Ark Records was een hiphop-platenlabel uit San Francisco. Het werd van 1994 tot 2001 geleid door Dan the Automator.
Artiesten die hierop platen uitbrachten, waren onder meer:
- Encore
- Dr. Octagon
- Antipop Consortium
- The Nextmen
- The Coup
- Deltron 3030
- Lovage
- Unsung Heroes